# Prix Pritzker
 (mars 2023).
Pour les articles homonymes, voir Pritzker.
Le prix Pritzker ou prix Pritzker d'architecture (Pritzker architecture Prize en anglais) est un prix d'architecture annuel décerné par un jury indépendant depuis 1979.
Créé par Jay Pritzker et sa femme Cindy Pritzker, il récompense le travail d'un architecte vivant qui a montré, à travers ses projets et ses réalisations, les différentes facettes de son talent et qui a eu un apport significatif à l'architecture. 
Le prix, doté de 100 000 $ versés par Hyatt, est considéré comme le « prix Nobel d'architecture ». Aujourd’hui, c’est Thomas J. Pritzker, fils de Jay A. Pritzker, qui est président du jury. Le prix Driehaus en est l'équivalent pour l'architecture vernaculaire.

## Lauréats
Zaha Hadid, en 2004, Kazuyo Sejima, en 2010, Carme Pigem en 2017, Yvonne Farrell/Shelley McNamara, en 2020, et Anne Lacaton en 2021 sont les seules femmes à avoir reçu le prix.
Ryūe Nishizawa, âgé de 44 ans en 2010, est le plus jeune lauréat.
| Année | Lauréat                                                      | Pays                   | Lieu de la cérémonie                                                      |
| ----- | ------------------------------------------------------------ | ---------------------- | ------------------------------------------------------------------------- |
| 1979  | Philip Johnson                                               | États-Unis             | Dumbarton Oaks Washington, États-Unis                                     |
| 1980  | Luis Barragán                                                | Mexique                | Dumbarton Oaks Washington, États-Unis                                     |
| 1981  | James Stirling                                               | Royaume-Uni            | National Building Museum Washington, États-Unis                           |
| 1982  | Kevin Roche                                                  | Irlande États-Unis     | Art Institute Chicago, États-Unis                                         |
| 1983  | Ieoh Ming Pei                                                | Chine États-Unis       | Metropolitan Museum of Art New York, États-Unis                           |
| 1984  | Richard Meier                                                | États-Unis             | National Gallery of Art Washington, États-Unis                            |
| 1985  | Hans Hollein                                                 | Autriche               | Bibliothèque Huntington San Marino, États-Unis                            |
| 1986  | Gottfried Böhm                                               | Allemagne              | Worshipful Company of Goldsmiths Londres, Royaume-Uni                     |
| 1987  | Kenzō Tange                                                  | Japon                  | Musée d'Art Kimbell Fort Worth, États-Unis                                |
| 1988  | Gordon Bunshaft Oscar Niemeyer                               | États-Unis Brésil      | Art Institute Chicago, États-Unis                                         |
| 1989  | Frank Gehry                                                  | Canada États-Unis      | Tōdai-ji Nara, Japon                                                      |
| 1990  | Aldo Rossi                                                   | Italie                 | Palais Grassi Venise, Italie                                              |
| 1991  | Robert Venturi                                               | États-Unis             | Palacio de Iturbide Mexico, Mexique                                       |
| 1992  | Alvaro Siza                                                  | Portugal               | Harold Washington Library Chicago, États-Unis                             |
| 1993  | Fumihiko Maki                                                | Japon                  | Château de Prague Prague, République tchèque                              |
| 1994  | Christian de Portzamparc                                     | France                 | The Commons Colombus, États-Unis                                          |
| 1995  | Tadao Andō                                                   | Japon                  | Château de Versailles Versailles, France                                  |
| 1996  | Rafael Moneo                                                 | Espagne                | Getty Center Los Angeles, États-Unis                                      |
| 1997  | Sverre Fehn                                                  | Norvège                | Musée Guggenheim Bilbao, Espagne                                          |
| 1998  | Renzo Piano                                                  | Italie                 | Maison-Blanche Washington, États-Unis                                     |
| 1999  | Norman Foster                                                | Royaume-Uni            | Altes Museum Berlin, Allemagne                                            |
| 2000  | Rem Koolhaas                                                 | Pays-Bas               | Parc archéologique Jérusalem, Israël                                      |
| 2001  | Jacques Herzog Pierre de Meuron                              | Suisse                 | Monticello Charlottesville, États-Unis                                    |
| 2002  | Glenn Murcutt                                                | Australie              | Capitole Rome, Italie                                                     |
| 2003  | Jørn Utzon                                                   | Danemark               | Académie royale des beaux-arts Saint-Ferdinand Madrid, Espagne            |
| 2004  | Zaha Hadid                                                   | Irak Royaume-Uni       | Musée de l'Ermitage Saint-Pétersbourg, Russie ; Pierresvives, Montpellier |
| 2005  | Thom Mayne                                                   | États-Unis             | Pavillon Jay Pritzker Chicago, États-Unis                                 |
| 2006  | Paulo Mendes da Rocha                                        | Brésil                 | Palais de Dolmabahçe Istanbul, Turquie                                    |
| 2007  | Richard Rogers                                               | Royaume-Uni            | Maison des banquets Londres, Royaume-Uni                                  |
| 2008  | Jean Nouvel                                                  | France                 | Bibliothèque du Congrès Washington, États-Unis                            |
| 2009  | Peter Zumthor                                                | Suisse                 | Palacio de la Legislatura Buenos Aires, Argentine                         |
| 2010  | Kazuyo Sejima Ryūe Nishizawa                                 | Japon                  | Ellis Island New York, États-Unis                                         |
| 2011  | Eduardo Souto de Moura                                       | Portugal               | Andrew W. Mellon Auditorium Washington, États-Unis                        |
| 2012  | Wang Shu                                                     | Chine                  | Pékin, Chine                                                              |
| 2013  | Toyō Itō                                                     | Japon                  | John F. Kennedy Presidential Library and Museum Boston, États-Unis        |
| 2014  | Shigeru Ban                                                  | Japon                  | Rijksmuseum, Amsterdam                                                    |
| 2015  | Frei Otto                                                    | Allemagne              |                                                                           |
| 2016  | Alejandro Aravena                                            | Chili                  | Siège des Nations unies New York, États-Unis                              |
| 2017  | Rafael Aranda, Carme Pigem et Ramon Vialta (RCR Arquitectes) | Espagne                | State Guest House, Palais d'Akasaka Tokyo, Japon                          |
| 2018  | Balkrishna Vithaldas Doshi                                   | Inde                   |                                                                           |
| 2019  | Arata Isozaki                                                | Japon                  | Château de Versailles, France                                             |
| 2020  | Yvonne Farrell et Shelley McNamara                           | Irlande                |                                                                           |
| 2021  | Anne Lacaton et Jean-Philippe Vassal                         | France                 |                                                                           |
| 2022  | Diébédo Francis Kéré                                         | Burkina Faso Allemagne |                                                                           |
| 2023  | David Chipperfield                                           | Royaume-Uni            |                                                                           |
| 2024  | Riken Yamamoto                                               | Japon                  |                                                                           |
| 2025  | Liu Jiakun                                                   | Chine                  |                                                                           |